# Ringvaartbrug A9
De Ringvaartbrug A9 is de overbrugging in de A9 over de Ringvaart van de Haarlemmermeerpolder tussen de Rottepolder en de Haarlemmermeerpolder en maakt onderdeel uit van het Knooppunt Rottepolderplein. Deze overbrugging bestaat uit drie bruggen, waarbij de middelste onderdeel is van de fly-over over het gehele verkeersknooppunt.

## Geschiedenis
De buitenste bruggen zijn in gebruik genomen in de periode 1969-1971; zij verzorgden toen de doorstroming van het doorgaand, afslaand en invoegend verkeer van de Rijksweg 9; ze sluiten aan op de rotonde Rijksweg 9 / Rijksweg 200. Daartussen waren al wel de pijlers geplaatst voor de fly-over, maar die werd door geldgebrek niet afgebouwd. Pas rond 1980 ging Rijkswaterstaat weer aan de slag om de fly-over af te bouwen. Zij overspant van zuid naar noord de Zwanenburgerdijk, de Ringvaart, een ventweg (fietspad) van de Rijksweg 200, de rotonde als ook despoorlijn Amsterdam - Haarlem.